# Bhind
Bhind là một thành phố và khu đô thị của quận Bhind thuộc bang Madhya Pradesh, Ấn Độ.

## Địa lý
Bhind có vị trí 26°34′B 78°47′Đ / 26,56°B 78,79°Đ Nó có độ cao trung bình là 143 mét (469 foot).

## Nhân khẩu
Theo điều tra dân số năm 2001 của Ấn Độ, Bhind có dân số 153.768 người. Phái nam chiếm 54% tổng số dân và phái nữ chiếm 46%. Bhind có tỷ lệ 69% biết đọc biết viết, cao hơn tỷ lệ trung bình toàn quốc là 59,5%: tỷ lệ cho phái nam là 76%, và tỷ lệ cho phái nữ là 60%. Tại Bhind, 15% dân số nhỏ hơn 6 tuổi.